# Due per uno
Due per uno è un romanzo di Guido Sgardoli pubblicato nel 2007.
Nel 2011 il romanzo ha vinto il Premio Letteratura Ragazzi – Fondazione Cassa di Risparmio di Cento nella sezione scuola primaria con la seguente motivazione: Il delicato e spinoso tema della separazione dei genitori raccontato dall’io-narrante bambino con la levità del linguaggio poetico, la grazia e l’ironia dello sguardo infantile.
Nel 2012 vince il Premio Biblioteche di Roma nella fascia 8-10 anni . 

## Trama
Alvise, detto da tutti Alvi è un ragazzino i cui genitori si sono separati. Dalla separazione deriva il fatto che ha due case dove poter abitare e, pertanto, due scrivanie su cui fare i compiti, due camere da letto in cui dormire. Alvi descrive questa nuova vita e, specularmente, quella dei propri genitori a seguito della separazione.

## Premi
- Premio Letteratura Ragazzi – Fondazione Cassa di Risparmio di Cento 2011[2]
- Premio Biblioteche di Roma 2012 [1]

## Edizioni
- Guido Sgardoli, Due per uno, illustrazioni di Cristiana Cerretti, Roma, Nuove Edizioni Romane, 2012, ISBN 978-8874571468.
- Guido Sgardoli, Due per uno, collana Colibrì, Giunti, 2018, ISBN 9788809870673.